# IseWashi

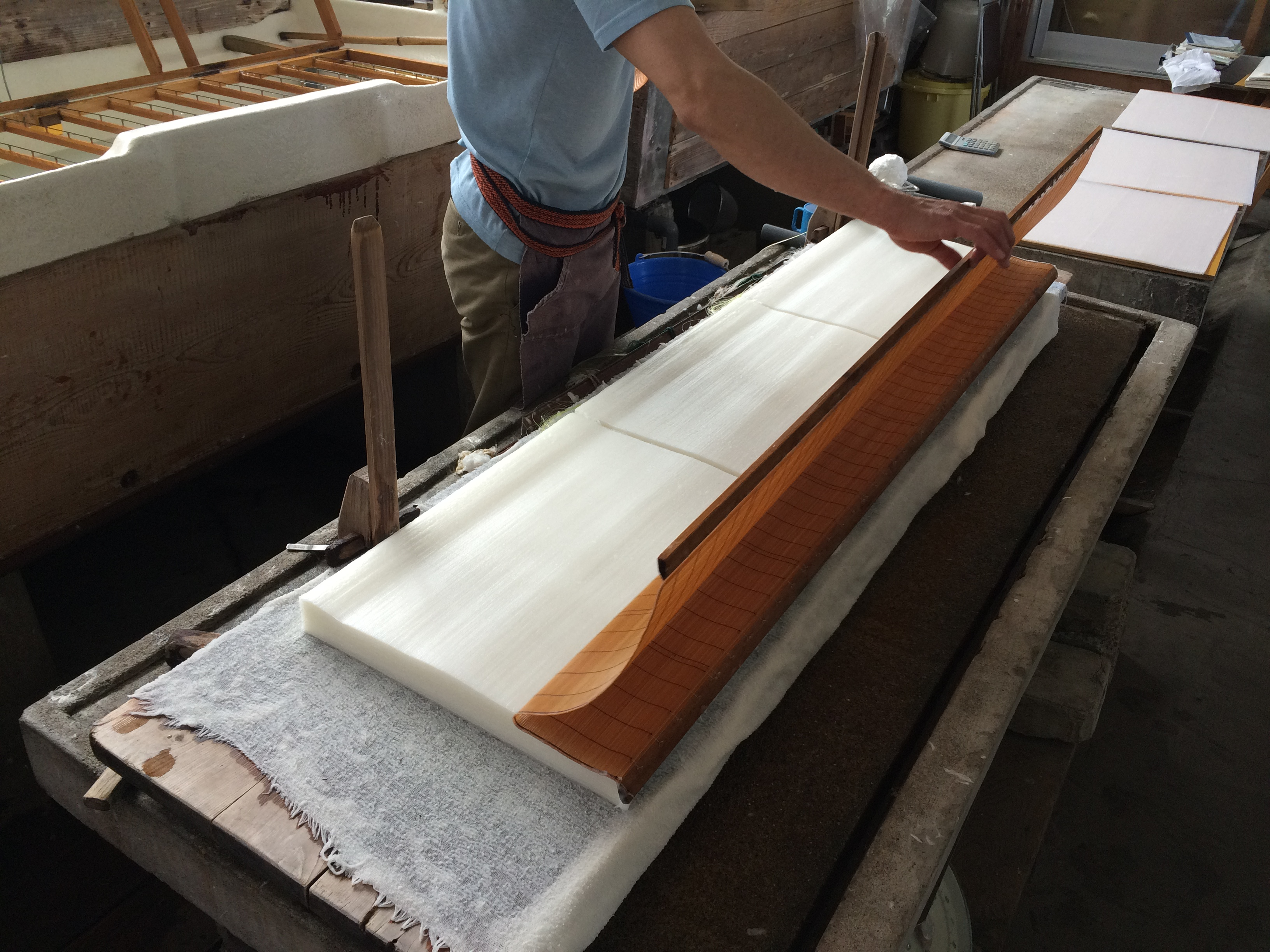
Exemple d'usinage de IseWashi pour la fabrication du talisman (o-fuda) du temple d'Ise.

L'IseWashi (伊勢和紙) est un type de papier japonais (washi) produit à Ise, préfecture de Mie, au Japon. Le moulin a été fondé en 1899.
Ce papier est principalement utilisé pour fabriquer l'o-fuda (talisman) du temple d'Ise. En 1994, son traitement et le processus de production ont été reconnus comme artisanat traditionnel de la préfecture de Mie.
Actuellement, ce washi est utilisé non seulement pour l'o-fuda du temple d'Ise, mais aussi pour les impressions à jet d'encre pour les photographes car il est pur et propre.